# Motor-Mühle Karl Göricke

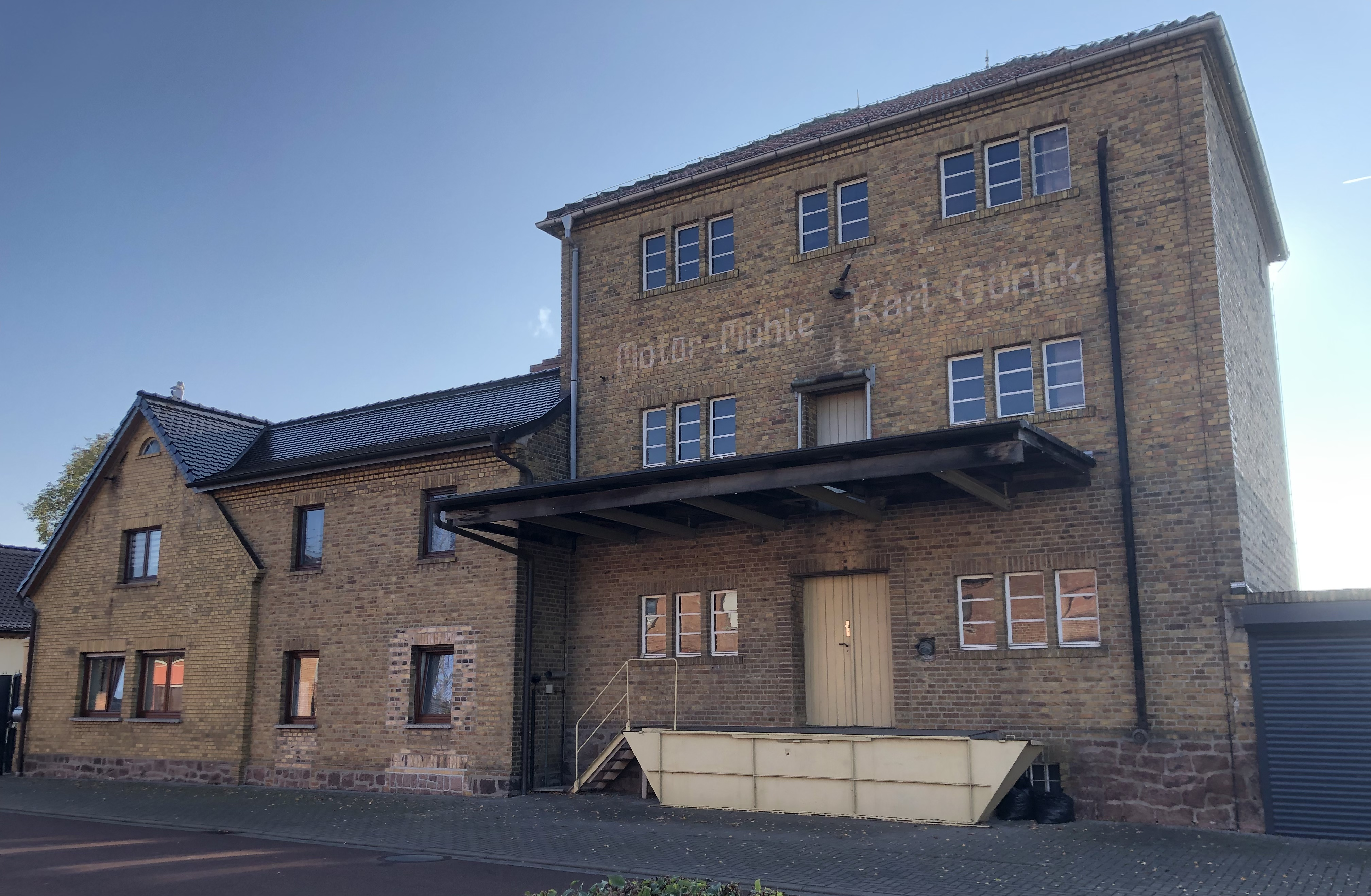
Motor-Mühle Karl Göricke, 2022

Die Motor-Mühle Karl Göricke ist eine denkmalgeschützte Mühle in der Stadt Südliches Anhalt in Sachsen-Anhalt.

## Lage
Die Mühle befindet sich südlich der Hauptstraße in Groß-Weißandt im Ortsteil Weißandt-Gölzau an der Adresse Hauptstraße 44.

## Geschichte und Architektur
Die Motormühle wurde im Jahr 1934 von Karl Göricke neben einem seit 1885 bestehenden Wohnhaus der Müllerfamilie errichtet. Das Familienunternehmen selbst ist deutlich älter und bestand schon im 19. Jahrhundert. wobei Windmühlen betrieben worden. Der erste Spatenstich für die Motormühle war im März 1934 erfolgt. Am 22. April 1955 wurde der damalige Müller von DDR-Behörden wegen des unerlaubten Besitzes von Jagdwaffen verhaftet. Die Mühle wurde daraufhin geschlossen. Es soll Bestrebungen gegeben haben die privat geführte Mühle wegen Wirtschaftsvergehens zu enteignen. Allerdings ergaben sich bei einer Überprüfung keine Unregelmäßigkeiten. Formal übernahm der Vater Wilhelm Göricke des damaligen Müllers, er betrieb eine Windmühle in der Nähe, die Motormühle, so dass der Betrieb wieder aufgenommen werden konnte. Am 1. April 1956 übernahm der Sohn Martin Göricke, der gerade seinen Meister gemacht hatte, die Mühle.
Gemahlen wurden Weizen und Roggen. Durch die vorübergehende Schließung gab es Probleme, da andere Mühlen im Umkreis zunächst die Kontingente übernommen hatten. Zunächst wurden 43 Tonnen im Quartal gemahlen. In der DDR wurden den kleinen Mühlen der Region dann das Geschäft mit dem Mahlen von Weizen entzogen und in den Saalemühlen in Bernburg konzentriert. Staatlichen Bestrebungen die Mühlen zusammenzufassen und staatlich zu betreiben, entzog sich Göricke. Die Mühle blieb so selbständig und konnte durch bestehende Engpässe in der staatlichen Mühlenindustrie Aufträge übernehmen. Noch 1986 bis 1990 bestanden Verträge mit der Getreidewirtschaft Halle und der Konsumbäckerei Coswig. Zeitweise wurden bis zu 400 Tonnen im Jahr verarbeitet.
Mit dem Ende der DDR veränderte sich die Wirtschaftsstruktur stark, viele bisherige Kunden hörten auf zu bestehen. Die Motormühle war ab Januar 1990 auch im Futtermittelhandel tätig und schuf sich so ein neues Standbein. Außerdem wurde investiert, um auch eine Annahme loser Waren zu ermöglichen. Zuvor war nur die Annahme von Sackware möglich. Mit dem Rückgang der Bäckereien in der Region, verschwanden auch viele Mühlen. Anfang des 21. Jahrhunderts wurden 100 Tonnen jährlich verarbeitet. Die Kapazität liegt allerdings bei täglich bis zu 2,5 Tonnen.
Im örtlichen Denkmalverzeichnis ist die Mühle unter der Erfassungsnummer 094 14213 als Baudenkmal verzeichnet.

## Einrichtung
Die Mühlenanlage erstreckt sich vom Dachboden bis zum Keller über vier Etagen. Es bestehen Elevatoren, Reinigungsanlagen sowie zwei Walzenstühle.